# Manoir de Chiffretot
Le manoir de Chiffretot est un édifice du XVIe siècle situé aux Moutiers-Hubert, dans le département du Calvados en région Normandie. Il fait l'objet d'une inscription au titre des monuments historiques depuis le 19 janvier 1927.

## Localisation
Le manoir de Chiffretot se situe sur le territoire de la commune des Moutiers-Hubert, à l'est du département du Calvados, dans la région naturelle du pays d'Auge. Il se trouve au sud du bourg, sur les bords de la Touques et à environ 500 mètres au sud-ouest de l'église Saint-Martin.

## Historique
Le manoir a été réquisitionné par le maréchal Rommel pendant le débarquement allié et la bataille de Normandie en 1944. C'est à quelques kilomètres de là (à proximité de Vimoutiers) qu'il a été blessé par une attaque aérienne lors d'un déplacement en automobile. Son état-major avait réquisitionné une maison du village qui avait autrefois servi d'hôtellerie aux représentants de commerce de la Fabrique de papiers d'emballage, disparue dans un incendie accidentel en 1928.
Le manoir a eu pour propriétaire Robert Halley, créateur du groupe Promodès et maire du village de 1978 à 2001.

## Architecture
Le manoir de Chiffretot est composé de deux éléments bien distincts :
- le corps principal, du XVIe siècle. De forme rectangulaire et à deux niveaux, ce logis est dominé par un toit à quatre versants sur lequel se dressent, en pignon, deux imposantes cheminées. Il présente des façades à pans de bois et au hourdis tuilé particulièrement remarquable. Sur la façade principal, les pièces de bois sont légèrement décorées, notamment la sablière d'étage et le linteau de la porte.
- la tourelle octogonale, du XVIIe siècle. Située à l'angle sud-est du logis, cette tourelle repose sur une base en pierre calcaire ocrée sur laquelle s'élèvent des facettes à pans de bois. Chacune de ces facettes est percée d'une étroite ouverture correspondant à une ancienne meurtrière.

Par ailleurs, dans le parc entourant le manoir, se dresse un colombier carré en pierre de taille qui porte la date de 1605.

## Protection

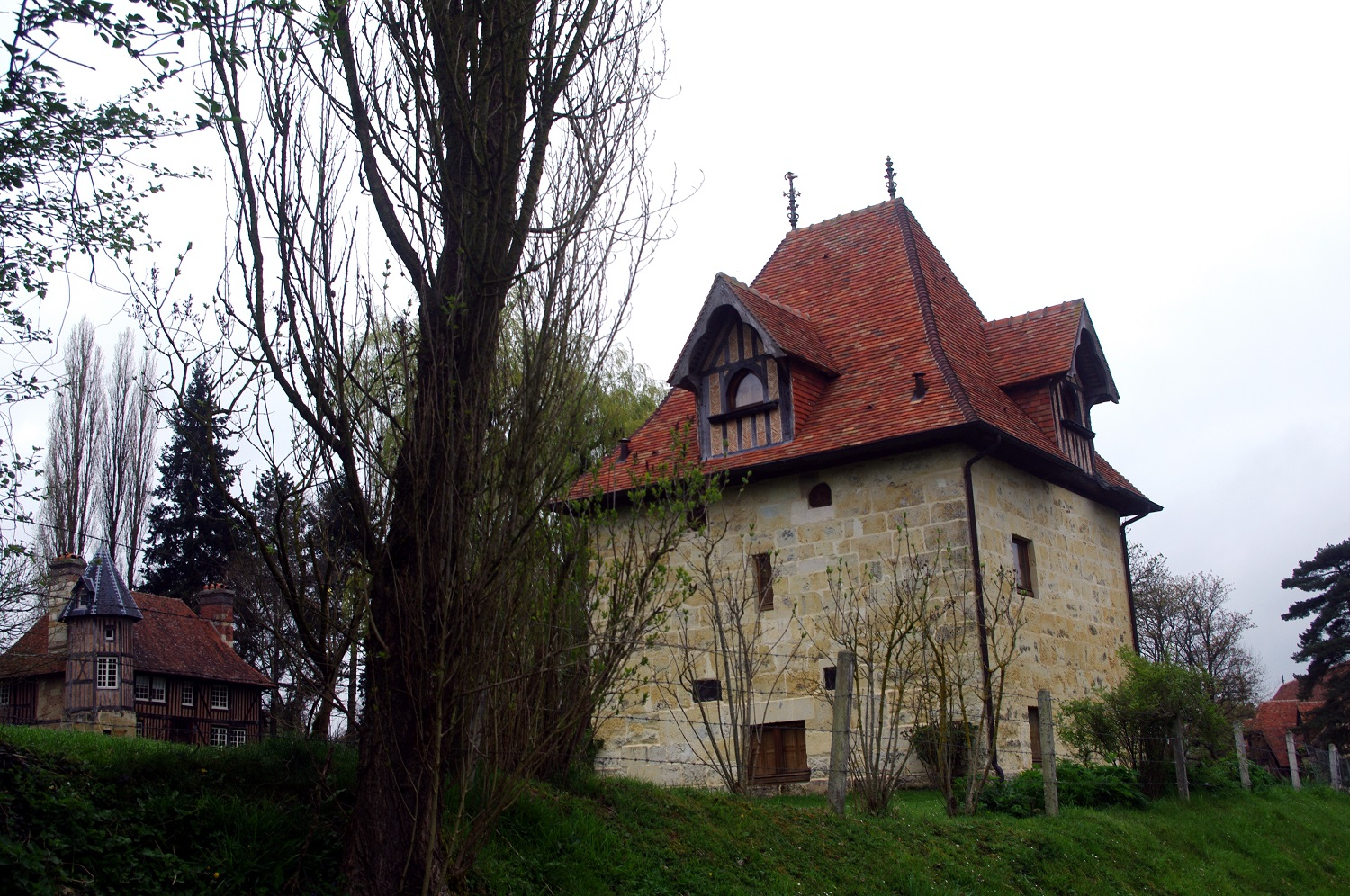
Colombier du manoir

Le manoir et son colombier sont inscrits au titre des monuments historiques depuis le 19 janvier 1927.